# Margit Schaumäker
Margit Schaumäker (* 12. Mai 1925 in Berlin; † 23. November 2012 ebenda) war eine deutsche Schauspielerin und Dramaturgin. Bekannt wurde sie insbesondere als erste Fernsehansagerin beim Deutschen Fernsehfunk (DFF).

## Berufliches Wirken
Schaumäker wurde nach dem Gymnasium am Berliner Schillertheater als Schauspielerin ausgebildet und war während des Krieges als Sanitätshelferin im Berliner Osten im Einsatz. Dann bekam sie ein Engagement am Staatsschauspiel Dresden. 1947 ging sie ans Theater Senftenberg, wo sie unter anderem das Gretchen in Goethes „Faust“ spielte. 1949 wurde sie am Deutschen Theater in Berlin von Wolfgang Langhoff engagiert und sofort als Lieschen im Faust besetzt. Da sie frisch verheiratet war und ihr Mann Berlin nicht verlassen wollte, ging sie zum neugegründeten Fernsehen. Schaumäker begrüßte die Fernsehzuschauer am 1. Oktober 1952 mit den Worten: „Hier ist das Versuchsprogramm des Fernsehzentrums Berlin.“ Bereits ein Jahr zuvor war sie in ihrer ersten Filmrolle im Film Modell Bianka, einer Komödie der DEFA, zu sehen.
1964 beendete sie ihre Tätigkeit als Ansagerin und wechselte als Redakteurin in die Kultur-Redaktion. Sie arbeitete als Dramaturgin mit Regisseur Dean Reed an dem Film El Cantor. Als Darstellerin war sie weiterhin in der Serie Der Staatsanwalt hat das Wort und weiteren Serien und Filmen zu sehen. Als Dramaturgin wirkte sie an den Drehbüchern für die Filme Dach überm Kopf (1980) und Ein altes Modell (1976) mit. Bis 1991 war sie u. a. bei der Redaktion des Fernsehmagazins Prisma tätig. Ihren letzten Auftritt hatte sie 1993 in Dean Reed – Glamour und Protest, einem Dokumentarfilm über Dean Reed.
Schaumäker war in zweiter Ehe mit dem DEFA-Dramaturgen Willi Brückner verheiratet, aus dieser Ehe gingen zwei Söhne hervor.
1985 wurde sie mit dem Vaterländischen Verdienstorden in Silber ausgezeichnet.

## Filmografie
- 1951: Modell Bianka
- 1953: Anna Susanna
- 1956: Heimliche Ehen
- 1956: Besondere Kennzeichen: keine
- 1959: Der kleine Kuno
- 1960: Kein Ärger mit Cleopatra
- 1961: Heute bei Krügers (Fernsehserie, eine Folge)
- 1962: Die Nacht der Entscheidung (Fernsehfilm)
- 1967: Der Staatsanwalt hat das Wort: Meine Schwester (Fernsehreihe)
- 1969: Der Staatsanwalt hat das Wort: Ich brauch’ kein Kindermädchen (Fernsehreihe)
- 1974: Die eigene Haut (Fernsehfilm)
- 1974: Die Frauen der Wardins (Fernsehmehrteiler)
- 1976: Ein altes Modell (Fernsehfilm)
- 1978: El Cantor (Fernsehfilm)
- 1980: Dach überm Kopf
- 1989: Vera – Der schwere Weg der Erkenntnis (Fernsehfilm)

## Synchronrollen (Auswahl)
- 1957: Olivera Marković als Olga in Bahnraub in Belgrad